# 森伯斯特 (蒙大拿州)
森伯斯特（英語：Sunburst），是美国西北部蒙大拿州的一座城镇。根据2010年美国人口普查，该城镇的人口为375人，在蒙大拿州排行第89。使用北美山区时区（UTC-7，夏季为UTC-6）作为标准时间。